# Великий Канай
Великий Канай (також Канай, Кошарка)— річка в Україні, в межах Подільського та Роздільнянського районів Одеської області. Права притока Кучургану (басейн Дністра).

## Опис
Довжина річки 40 км. Більшу частину року пересихає.

## Розташування
Великий Канай бере початок біля села Ставрове. Тече переважно на південь. Впадає у Кучурган на півдні смт Захарівки. Також, вздовж річки розташовані села Нагірне, Кошарка, Карабанове, Новомиколаївка, Нова Шибка. По більшій частині долини річки проходить автошлях Р33.